# Habitatge al carrer Dr. Ferran, 7 (Tortosa)
L'Habitatge al carrer Dr. Ferran, 7 és una obra del municipi de Tortosa (Baix Ebre) inclosa en l'Inventari del Patrimoni Arquitectònic de Catalunya.

## Descripció
Es tracta d'una casa entre mitgeres de planta baixa i quatre pisos. La façana té la planta baixa de pedra (carreus) i la resta és tot maó arrebossat i pintat, sense cap decoració. Cada pis és separat de l'altre per una fina imposta a l'alçada del balcó. A la planta s'obren: una porta central, amb arc de mig punt adovellat, accés als apartaments superiors, i dues de laterals amb arc escarser de la mateixa alçada.
Als pisos hi corresponen tres balcons iguals per nivell, amb base de pedra i sostinguts per mènsules amb una palmeta treballada a la cara frontal i una voluta encisa en els laterals. Tot motius molt senzills. El ràfec amaga l'estructura de la teulada, és fet d'obra, amb senzilles motllures sostingudes per petits permòdols de tipus decoratiu.
L'entrada general als pisos és un cos rectangular amb l'escala a una banda, a la qual s'accedeix per una arcada de mig punt rebaixada, sobre pilastres de perfil arrodonit, i amb una petita motllura de guix com a capitell. L'espai on s'insereix l'escala, a la catalana, és quadrat, i té un ull central que correspon al sostre superior a una claraboia que permet donar claror a tot. Correspon a un habitatge per pis. Els sostres mantenen l'estructura de bigues de fusta unides per revoltons.